# Christiane Floyd

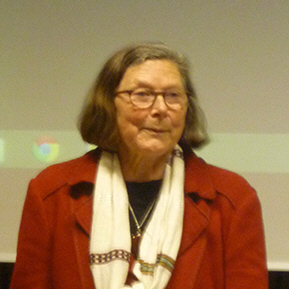
Christiane Floyd (2015)

Christiane Floyd (* 26. April 1943 in Wien; geborene Christiane Riedl) ist eine österreichische Informatikerin, die 1978 als erste Professorin für Informatik im deutschsprachigen Raum an die TU Berlin berufen wurde. Sie gilt als Pionierin für die Informatik, die ausschließlich auf technische Aspekte fixierte Betrachtung von Software für soziotechnische Fragestellungen zu öffnen. Floyd wurde bekannt für das kontinuierliche Einbeziehen ethischer Fragestellungen in Wissenschaft und Praxis der Informatik.

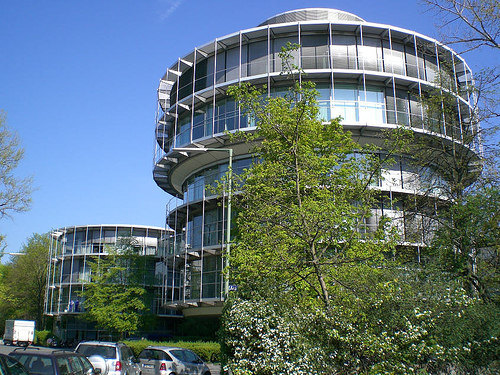
Softlab München, Tucherpark

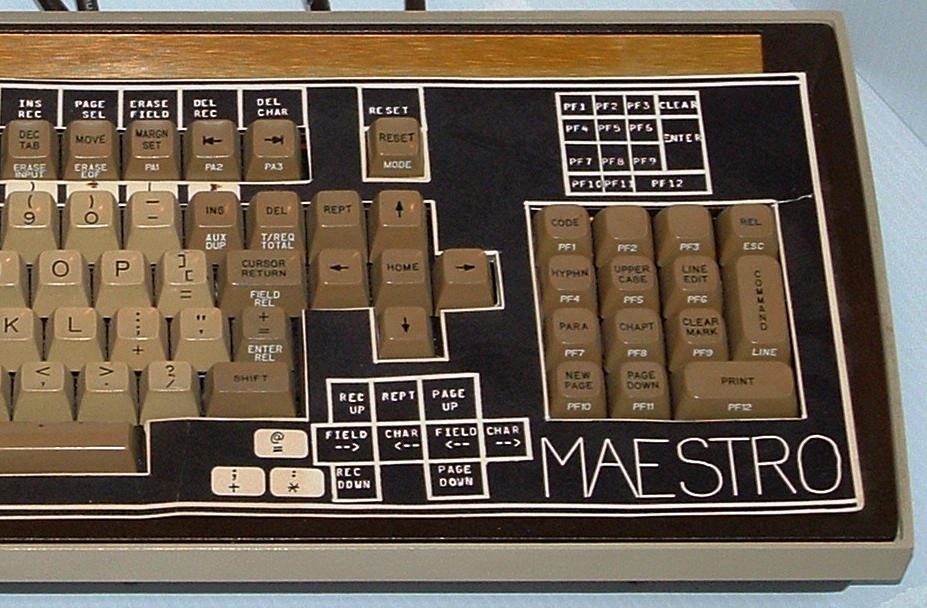
Maestro Tastatur

## Leben
Christiane Floyd wuchs mit ihrer zwei Jahre älteren Schwester auf, halbjährlich wechselnd zwischen Wien und dem elterlichen Gut in Niederösterreich. Schon vor der Volksschulzeit wurde ihr mathematisches Talent entdeckt. Dem Wunsch der Eltern folgend, studierte sie ab 1961 Mathematik an der Universität Wien sowie Philosophie im Nebenfach. Für ein Jahr ihres Studiums hielt sie sich an der Ludwig-Maximilians-Universität München auf und erhielt einen Vertrag als Werkstudentin im Zentrallabor von Siemens, wo sie nebenbei Computerprogramme schrieb. Nach ihrer Rückkehr nach Wien wurde sie 1966 mit einer Arbeit über Algebra zum Dr. phil. promoviert.
Im selben Jahr ging sie zurück nach München, um bis 1968 im Zentrallabor von Siemens an der Entwicklung des Algol-60-Compilers für die Siemens 4004 mitzuarbeiten. Ab 1968 war sie wissenschaftliche Mitarbeiterin an der Stanford University beim KI-Projekt Dendral von Edward Feigenbaum, von 1973 bis 1977 Leiterin des Bereichs Methodenentwicklung bei Softlab in München, wo sie andere in strukturierter Programmierung ausbildete. Das 1975 erstmals vorgestellte Programm-Entwicklungs-Terminal-System PET (später Maestro I genannt) und weltweit etwa 22.000 Mal installiert, hat sie maßgeblich mitentwickelt.
1978 wurde sie als erste Frau im deutschen Sprachraum Professorin am Fachbereich Informatik der TU Berlin. 1991 erhielt sie einen Ruf an die Universität Hamburg, wo sie bis zu ihrer Emeritierung im Dezember 2008 die Fachgruppe Software-Technik (SWT) am Fachbereich Informatik leitete.

## Forschungsschwerpunkte
Christiane Floyd hat den Siegeszug der Computerisierung und Digitalisierung durch ihre jahrzehntelange wissenschaftliche Arbeit mitgestaltet. Ohne ihren Einfluss wäre die Hard- und Software weniger anwendungsbezogen und menschenfreundlich.
Ihre Forschung umfasste:
- Softwareentwicklungsmethoden
- menschengerechte Gestaltung von computergestützten Systemen
- philosophische Grundlagen der Informatik
- Informatik und Ethik.

Einer rein „technikreduzierten“ Herangehensweise an Informatik stand sie kritisch gegenüber und plädierte für die enge Verzahnung von Entwicklung und Anwendung sowie die Einbeziehung von Geistes- und Sozialwissenschaften in der Informatik. Daraus entstand eine besondere Methode zur Entwicklung von Software: die als STEPS bezeichnete „Softwaretechnik für evolutionäre und partizipative Systemgestaltung“.
Mit dem Kybernetiker Heinz von Foerster verband sie eine lange Freundschaft, seine erkenntnistheoretischen Zugänge haben sie in ihrer wissenschaftlichen Arbeit beeinflusst.
Sie war aktiv an der Durchführung der Internationalen Frauenuniversität „Technik und Kultur“ (ifu), die anlässlich der Weltausstellung 2000 in Hannover als Hochschulreformexperiment von Frauen für Frauen gegründet wurde, als Dekanin der Hamburger Frauenuniversität beteiligt. Auch als Dozentin auf der informatica Feminale in Bremen trat sie regelmäßig auf, da ihr die Förderung und Unterstützung von Frauen in der Informatik am Herzen lag.

## Auszeichnungen
- 2012 wurde sie zur Honorarprofessorin der Technischen Universität Wien bestellt.[8]

- 2017 erhielt sie die Ehrendoktorwürde der Fakultät für Elektrotechnik, Informatik und Mathematik der Universität Paderborn.[1][9][10]

- 2020 erhielt sie von der Klaus Tschira Stiftung und der Gesellschaft für Informatik im Rahmen der INFORMATIK 2020 die Klaus-Tschira-Medaille[11]
- 2021 erhielt sie vom Forum InformatikerInnen für Frieden und gesellschaftliche Verantwortung (FIfF) im Rahmen der FIfFKon21 in München die Weizenbaum-Medaille für ihr Lebenswerk in der kritischen Informatik[12]

## Privates
Sie war mit den Informatikern Robert Floyd und Peter Naur verheiratet und hat zwei Kinder. Sie lebt zeitweise in Wien und in Berlin.
Christiane Floyd praktiziert christliche Meditation nach dem Benediktinermönch John Main. Sie war 1. Vorsitzende der Gesellschaft für christliche Meditation.

## Ehrenamt
Christiane Floyd engagiert sich seit 2000 in Äthiopien. Inspiriert von der Internationalen Frauenuniversität „Technik und Kultur“ (ifu), hilft sie in Äthiopien, das Informatikstudium und einen Promotionslehrgang aufzubauen. Zudem ist sie in einem Projekt der Entwicklungszusammenarbeit tätig. Um die Mütter- und Kindersterblichkeit zu senken, entwickelt sie mit ihrem äthiopischen Team Info-Apps rund um das Thema sichere Geburt.
Außerdem ist sie Gründungsmitglied im Forum InformatikerInnen für Frieden und gesellschaftliche Verantwortung (FIfF) und unterstützt die kritische Auseinandersetzung darüber, wie Informatik in die Gesellschaft wirkt. Im Jahr 2021 wurde ihr vom FIfF die Weizenbaum-Medaille verliehen.

## Veröffentlichungen (Auswahl)
- C. Floyd, F.-M. Reisin, G. Schmidt: STEPS to Software Development with Users. In: C. Ghezzi, J. A. McDermid (Hrsg.): ESEC '89, Lecture Notes in Computer Science no. 387. Springer, Berlin/Heidelberg 1989, S. 48–64, 198. (swt-www.informatik.uni-hamburg.de) (PDF)
- C. Floyd, H. Züllighoven, R. Budde, R. Keil-Slawik (Hrsg.): Software Development and Reality Construction. Springer Verlag, Berlin, 1992, ISBN 3-642-76817-2.
- Software Development Process - Some Reflections on the Cultural, Political and Ethical Aspects from a Constructivist Epistemology Point of View. In: Cybernetics & Human Knowing – A Journal of second-order cybernetics autopoiesis and cyber-semiotics. Vol. 6, No. 2, 1999, S. 5–18.
- Christiane Floyd, Christian Fuchs, Wolfgang Hofkirchner (Hrsg.): Stufen zur Informationsgesellschaft. Festschrift zum 65. Geburtstag von Klaus Fuchs-Kittowski. Peter Lang Verlag, Frankfurt am Main / Berlin / Bern / Bruxelles / New York / Oxford / Wien 2002, ISBN 3-631-37642-1.
- Informations- und Kommunikationstechnologien für Entwicklung – am Beispiel von drei Projekten in Äthiopien. In: Frank Fuchs-Kittowski, Werner Kriesel (Hrsg.): Informatik und Gesellschaft. Festschrift zum 80. Geburtstag von Klaus Fuchs-Kittowski. Peter Lang Internationaler Verlag der Wissenschaften / PL Academic Research, Frankfurt am Main / Bern / Bruxelles / New York / Oxford / Warszawa / Wien 2016, ISBN 978-3-631-66719-4.